# Mirosław Bałka

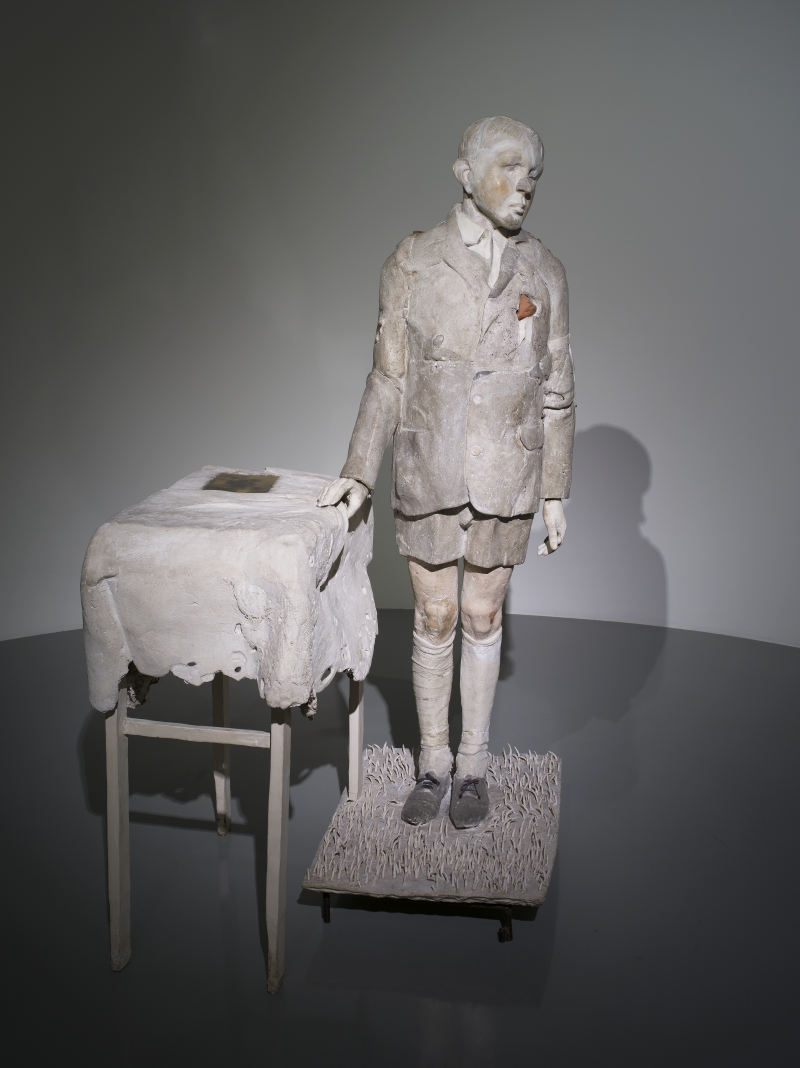
Mirosław Bałka, Pamiątka I Komunii Świętej, 1985, kolekcja Muzeum Sztuki w Łodzi

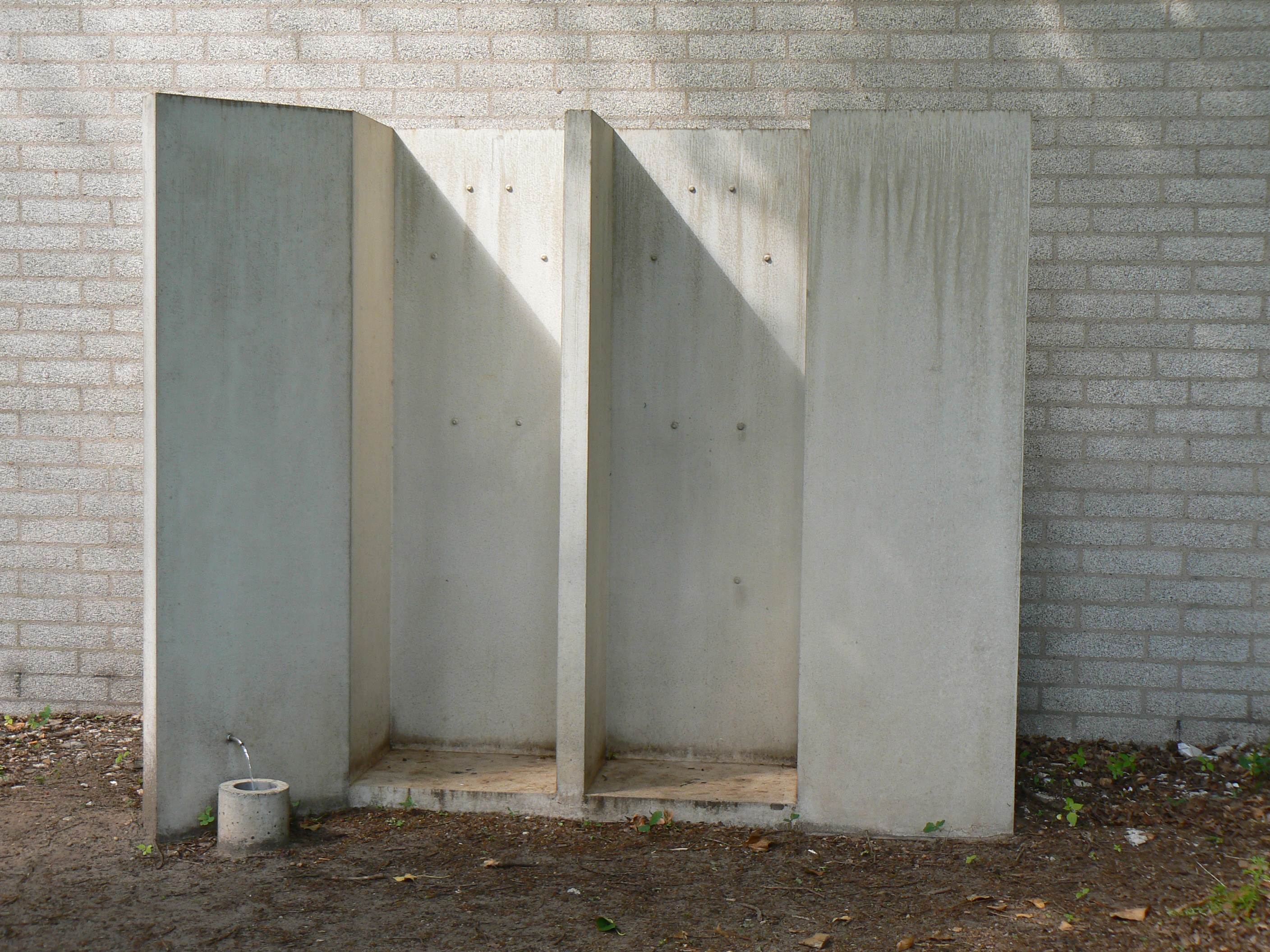
Mirosław Bałka, Fountain, 2008. Kröller-Müller Museum, Holandia

Mirosław Bałka (ur. 16 grudnia 1958 w Warszawie) – polski rzeźbiarz. Zajmuje się również rysunkiem, filmem eksperymentalnym i dźwiękiem. Profesor w Akademii Sztuk Pięknych w Warszawie. Mieszka i pracuje w Otwocku.

## Życiorys
W 1985 roku ukończył studia na Wydziale Rzeźby Akademii Sztuk Pięknych w Warszawie, gdzie od roku 2011 prowadzi Pracownię Działań Przestrzennych na Wydziale Sztuki Mediów.
W latach 1986–1989 razem z Mirosławem Filonikiem i Markiem Kijewskim tworzył grupę artystyczną Świadomość Neue Bieremiennost.
Jest członkiem Akademie der Künste w Berlinie. W 2020 został członkiem honorowym ZAiKS-u.
W latach 80. Bałka tworzył figuratywne rzeźby kojarzonych z nurtem neoekspresjonizmu. Od początku lat 90. zwrócił się ku minimalistycznym kompozycjom rzeźbiarskim, których tworzywem są proste materiały, takie jak surowy kamień, drewno, sól, popiół, substancje organiczne. Głównym tematem rzeźb i kompozycji Bałki jest ludzkie ciało i towarzyszące mu „codzienne” przedmioty i substancje, a także związana z ciałem pamięć. W jego twórczości pojawiają się aluzje do przemijania, istotny jest też temat Holokaustu.
Jest autorem pomnika ofiar katastrofy promu „Estonia” w Sztokholmie (1998), a także licznych realizacji przestrzennych, między innymi AUSCHWITZWIELICZKA, Kraków 2010, oraz HEAL, University of California, San Francisco 2009. W 2017 roku stworzył pracę „[(.;:?!–…)]” w Galerii Jednego Dzieła Muzeum Śląskiego w Katowicach.
Stworzył scenografię do utworów Pawła Mykietyna: Czarodziejska Góra (2015) i Herr Thaddäus (2017).
W 2012 roku ukazał się zapis rozmów Bałki z profesorem Zygmuntem Baumanem (Bauman/Bałka, red. Katarzyna Bojarska, Narodowe Centrum Kultury, Warszawa 2012). Bauman napisał również teksty do katalogów wystaw Bałki: Fragment, Centrum Sztuki Współczesnej Zamek Ujazdowski, Warszawa 2011, How It Is, Tate Modern, Londyn 2009 oraz 17 × 23,5 × 1,6, White Cube, Londyn 2008.

### How It Is
W 2010 roku Mirosław Bałka został zaproszony do wystawienia swojej pracy w głównej sali londyńskiej galerii Tate Modern, jako dziesiąty artysta w historii tej instytucji.
Artysta stworzył ogromny metalowy kontener o wysokości 13 m i szerokości 10 metrów, którego wnętrze jest całkowicie ciemne i dodatkowo pokryte materiałem pochłaniającym światło. Jedynym źródłem światła docierającego do zwiedzających będących wewnątrz tej instalacji jest prostokątny otwór wejściowy, do którego prowadzi rampa. Praca Bałki interpretowana jest jako nawiązanie do wydarzeń dwudziestowiecznej i najnowszej historii Polski – Holokaustu, przemian i związanej z nimi niepewności czy też emigracji. Według niektórych opinii praca ta jest też próbą zwrócenia uwagi odbiorców na pierwotne składniki sztuki, takie jak cisza, medytacja czy intuicyjne doświadczenie rzeczywistości
Projekt nazwany jest How It Is, tytuł ten jest nawiązaniem do tytułu dzieła Samuela Becketta. Praca została oceniona przez brytyjską prasę jako jedna z najlepszych instalacji wystawianych dotąd w Hali Turbin. Wystawiana była od 13 października 2009 do 5 kwietnia 2010.
W 2022 tygodnik „Polityka” uznał instalację za jedno z dziesięciu najważniejszych dzieł sztuki ostatniego trzydziestolecia.

### Wystawy retrospektywne 2015–2017
Największą dotychczas prezentacją twórczości Bałki w Polsce była wystawa Mirosław Bałka: Nerw. Konstrukcja (27.11 2015–13.03.2016), którą zorganizowało Muzeum Sztuki w Łodzi. Gromadziła prace powstałe na przestrzeni ponad trzech dekad, od szkolnych rysunków po współczesne realizacje stworzone specjalnie na ekspozycję. Były wśród nich figury z lat 80., prace wykonane ze znalezionych przedmiotów i rzeźby, a także rysunki, szkice i prywatne notatki. Linearną, chronologiczną narrację zastępuje koncentracja na powracających w twórczości Bałki tematach i motywach nawiązujących do dwudziestowiecznej literatury, klasycznej mitologii, religii czy historii: ciele, śmierci, pożądaniu czy pamięci.
Wystawą w Muzeum Sztuki w Łodzi Bałka zainicjował cykl trzech dużych wystaw indywidualnych. Ich celem była próba retrospektywnego spojrzenia na dotychczasowy, ponad trzydziestoletni okres pracy twórczej. Kolejne wystawy odbyły się w roku 2017: CROSSOVER/S w Pirelli Hangar Bicocca w Mediolanie oraz DIE SPUREN w Museum Morsbroich w Leverkusen. Wystawa CROSSOVER/S została wyróżniona przez The New York Times jako jedna z najlepszych wystaw 2017 roku.

## Wybrane wystawy indywidualne
- 2019 – Random Access Memory, White Cube, Londyn[13]
- 2017 – DIE SPUREN, Museum Morsbroich, Leverkusen[14]
- 2017 – CROSSOVER/S, Pirelli Hangar Bicocca, Mediolan[15]
- 2015 – NERW. KONSTRUKCJA, Muzeum Sztuki MS1, Łódź[16]
- 2014 – DIE TRAUMDEUTUNG 75,32m AMSL, Freud Museum, Londyn[17]
- 2014 – Fragment, Galeria Labirynt, Lublin[18]
- 2013 – Fragment, Centre for Contemporary Art / Vinzavod, Moskwa[18]
- 2011 – Fragment, Akademie der Künste, Berlin oraz Centrum Sztuki Współczesnej, Warszawa[18]
- 2010 – ctrl, Monasterio San Domingo de Silos / Museo Reina Sofia, Madryt[19]
- 2010 – Wir Sehen Dich, Kunsthalle, Karlsruhe[20]
- 2009 – Topography, Modern Art Oxford, Oksford[21]
- 2009 – How It Is, Turbine Hall, Unilever Series, Tate Modern, Londyn[21]
- 2007 – Cruzamento, Museo de Arte Moderna, Rio de Janeiro[22]
- 2006 – Lichtzwang, Kunstsammlung Nordrhein Westfalen K21, Düsseldorf[23]
- 2004 – Bon voyage, Musée d’Art Moderne at Contemporain, Strasbourg[24]
- 2001 – Around 21°15′00″E 52°06′17″N +GO-GO (1985–2001), SMAK, Gent[25] oraz Zachęta, Warszawa[26]
- 2000 – Between meals, The National Museum of Art, Osaka
- 1997 – Selection, Museet for Samtidskunst, Oslo[27]
- 1995 – Dawn, Tate Britain, Londyn[28]
- 1994 – 37.1, The Lannan Foundation, Los Angeles[29]
- 1994 – Laadplatform + 7 werken (Die Rampe), Van Abbemuseum, Eindhoven[30]
- 1994 – Rampa, Muzeum Sztuki, Łódź[30]
- 1992 – 36,6, The Renaissance Society, Chicago[31]

## Wybrane wystawy grupowe
Mirosław Bałka brał udział w ważnych wystawach międzynarodowych m.in.: Biennale w Wenecji (1990, 2003, 2005, 2013; w 1993 reprezentował Polskę), documenta IX w Kassel (1992), Biennale w Sydney (1992, 2006), The Carnegie International w Pittsburghu (1995), Biennale w São Paulo (1998), Biennale w Liverpoolu (1999), Biennale w Santa Fe (2006).

## Prace w kolekcjach
Prace Mirosława Bałki znajdują się w większości najważniejszych kolekcji muzealnych na świecie m.in.: Tate Modern / Londyn, Van Abbemuseum / Eindhoven, MOCA / Los Angeles, SFOMA / San Francisco, MoMA / Nowy Jork, Hirshhorn Museum / Waszyngton DC, Art Institute / Chicago, The Carnegie Museum of Art / Pittsburgh, Museu Serralves / Porto, Moderna Museet / Sztokholm, Kiasma / Helsinki, Kroller Muller / Otterlo, The National Museum of Art / Ateny, The National Museum of Art / Osaka, The Israel Museum / Jerozolima, Tel Aviv Museum of Art, Collection Lambert / Awinion, Middelheimmuseum / Antwerpia, Fundación Botín / Santander, Museum of Contemporary Art / Zagrzeb. W Polsce m.in.: Muzeum Sztuki / Łódź, Centrum Sztuki Współczesnej / Warszawa, Zachęta – Narodowa Galeria Sztuki / Warszawa, Muzeum Sztuki Nowoczesnej / Warszawa, Muzeum Narodowe / Wrocław, MOCAK / Kraków, Labirynt / Lublin, Arsenał / Białystok.

## „Otwock”
„Otwock” to projekt zainicjowany w 2010 roku. Jest próbą spojrzenia na tytułowe miasto przez pryzmat sztuki. W Otwocku znajduje się rodzinny dom Mirosława Bałki, który artysta przekształcił w pracownię. Studio zainspirowało refleksję nad związkiem sztuki i przestrzeni, w której sztuka powstaje. Zaproszeni do projektu artyści i autorzy tworzą w relacji do zastanego kontekstu. Ich prace i gesty odsłaniają nowe warstwy ukrytych sensów, faktów i skojarzeń.
Dotychczas w Otwocku pracowali: Lara Almarcegui, Marc Camille Chaimowicz, Roger Cook, Tacita Dean, Teresa Gleadowe, Jos de Gruyter i Harald Thys, Habima Fuchs, Krystyna Łuczak-Surówka, Taus Makhacheva, Kasia Marszewski, Maciej Maryl, Anna Molska, Charlotte Moth, Błażej Pindor, Marek Pąkciński, Piotr Paziński, Joseph Rykwert, Renata Senktas, Mike Sperlinger/LUX, Luc Tuymans i Aleksandra Waliszewska, a także studenci Pracowni Działań Przestrzennych warszawskiej ASP.
Sezon 7 „Otwocka” odbył się 7 kwietnia 2018 roku i dedykowany był Lawrence’owi Weinerowi. Artysta stworzył pracę na ścianie pracowni Mirosława Bałki w Otwocku. Dokonał również interwencji w lokalnej prasie.
Kuratorką projektu jest Kasia Redzisz. „Otwock” w latach 2010–2016 realizowany był przez Open Art Projects i Mirosława Bałkę.
Od 2018 roku koordynatorem projektu jest Studio Mirosława Bałki.

## Pracownia Działań Przestrzennych
Pracownia Działań Przestrzennych powstała na Wydziale Komunikacji Multimedialnej Uniwersytetu Artystycznego w Poznaniu w wyniku transformacji Pracowni Transplantacji Rzeźby Wydziału Edukacji Artystycznej, sformowanej z Pracowni Rzeźby Otwartej założonej przez Mirosława Bałkę w 2003 roku. Od 2011 roku Pracownia Działań Przestrzennych działa na Wydziale Sztuki Mediów Akademii Sztuk Pięknych w Warszawie.
Pracownię na przestrzeni lat współprowadzili asystenci: Ewa Bone (2003–2004), Katarzyna Krakowiak (2004–2007), Karolina Kubik (2010–2013), Anna Jochymek (2013–2015), Zuza Golińska (2015–2018), Anna Shimomura (2018–2019), Tymek Bryndal (2018–2020) oraz Julia Dorobińska (2019–).
Zadaniem Pracowni Działań Przestrzennych jest podjęcie próby rozpoznania i twórczego kształtowania przestrzeni, w których się poruszamy i działamy. PDP w swoich działaniach wykracza poza teren Akademii, zwracając uwagę na problemy społeczne i polityczne. Studenci eksplorują wrażliwość kulturową, poszukując własnej tożsamości artystycznej. Definiując swoje miejsca, wymieniając poglądy z reprezentantami innych miejsc, zakreślają strefy komunikacji. Punktem wyjścia do działań są otwarte hasła stymulujące wrażliwość studentów. Tematy często wynikają z inspiracji Mirosława Bałki. Jego zainteresowanie muzyką rockową lat 70. i 80. było punktem wyjścia do realizacji tematu „karaoke / Frank Zappa” w listopadzie 2020 roku.
Absolwenci Pracowni Działań Przestrzennych: Magdalena Angulska, Krzysztof Bagiński, Anna Bajorek, Tomasz Bambot, Karolina Banachowicz, Marcin Bednarczyk, Mateusz Choróbski, Norbert Delman, Dominika Faryno, Aleksandra Gerlach, Zuza Golińska, Laura Grudniewska, Anna Jochymek, Marta Kachniarz, Karol Kaczorowski, Monika Karczmarczyk, Anna Kasperska, Kamil Kotarba, Olga Kowalska, Katarzyna Krakowiak, Sebastian Krok, Karolina Kubik, Magdalena Łazarczyk, Justyna Łoś, Marcin Morawicki, Marta Mroczkowska, Michalina Ludmiła Musielak, Marta Mielcarek, Tymon Nogalski, Agnieszka Nowak, Aneta Ptak-Rufino, Wojtek Pustoła, Iwo Rachwał, Bianka Rolando, Franciszek Orłowski, Mateusz Sadowski, Jana Shostak, Agnieszka Sobczak, Mikołaj Sobczak, Grzegorz Stefański, Martyna Ścibior, Izabela Tarasewicz, Piotr Urbaniec, Maria Wojciechowska, Alicja Wysocka, Piotr Żyliński.

## Odznaczenia i nagrody
- Krzyż Oficerski Orderu Odrodzenia Polski (2014)[36][37]
- Złoty Medal „Zasłużony Kulturze Gloria Artis” (2021)[38]
- Srebrny Medal „Zasłużony Kulturze Gloria Artis” (2009)[38]

## Nagrody i wyróżnienia
- Stypendium Miesa van der Rohe (1991)
- Paszport „Polityki” (1995)[1]
- Dyplom za wybitne zasługi dla promocji Polski w świecie przyznany przez Ministra Spraw Zagranicznych (2009)[39]
- Doroczna Nagroda Ministra Kultury i Dziedzictwa Narodowego (2009)[40]
- Nagroda Samorządu Województwa Mazowieckiego im. Cypriana Kamila Norwida (2012)
- Perła Honorowa Polskiej Gospodarki w kategorii Kultura (2013)[41]
- Nagroda im. Marii i Łukasza Hirszowiczów za 2015 rok (2016)[42]
- Diament Trójki (2017)[43]
- Nagroda 100-lecia ZAiKS-u (2018)[44]
- Nagroda specjalna ZAiKS-u (2020)[2]